# Ha'penny Bridge

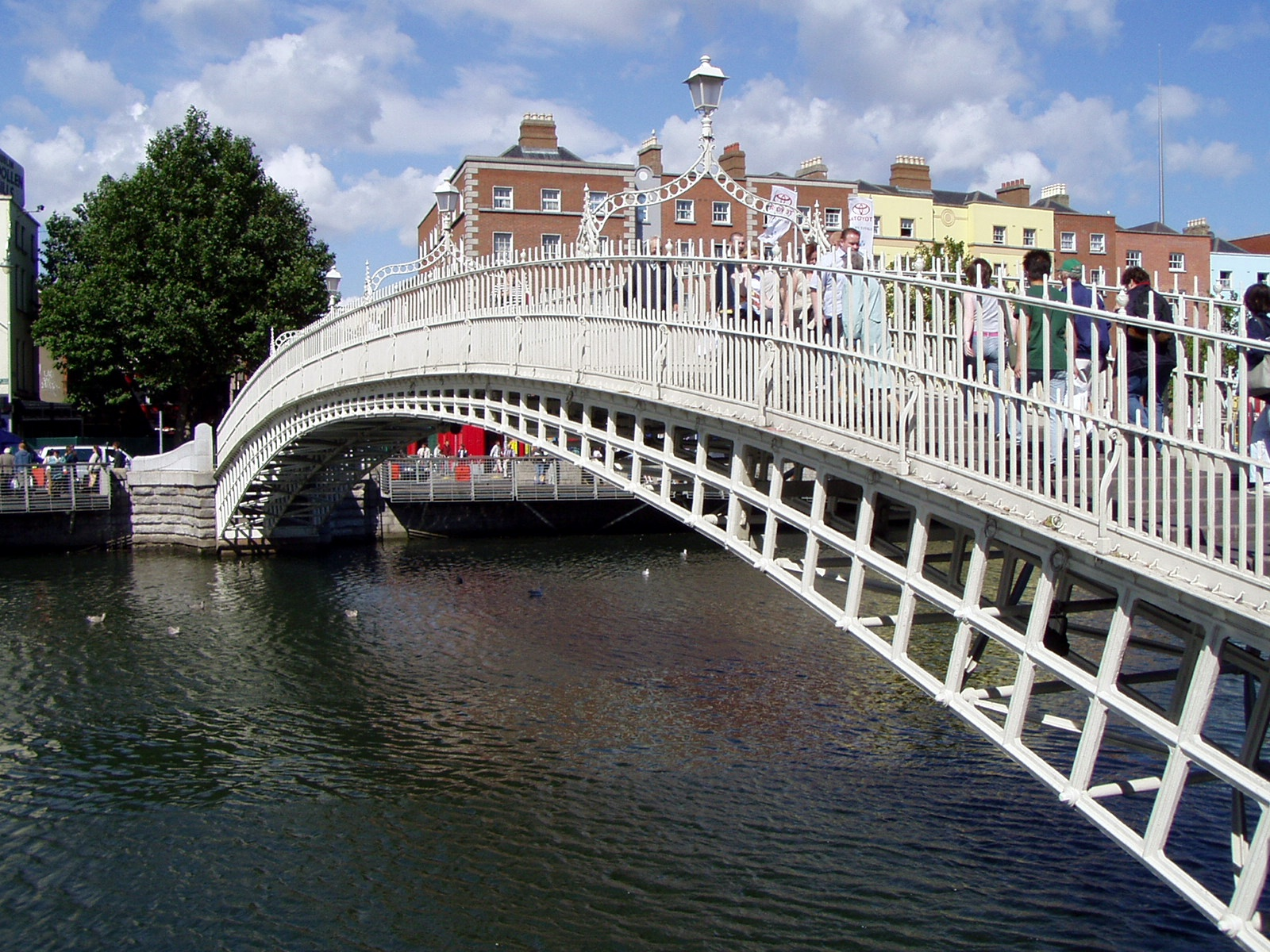
El famoso Ha'penny Bridge de Dublín

El Ha'penny Bridge (literalmente, Puente del Medio Penique) es un puente peatonal construido en 1816 sobre el río Liffey, en Dublín (Irlanda). En origen se llamó "Wellington Bridge" (en honor a Arthur Wellesley, primer Duque de Wellington), pero acabó obteniendo su nombre actual de dos hechos. Su forma, similar al canto de una moneda de medio penique y el pontazgo, que en un principio bastante antiguo era de esa cantidad (y posteriormente de un penique entero). Este peaje dejó de cobrarse en 1919.